# تلجینه
تلجینه (به عربی: تلجینة) یک روستا در سوریه است که در ناحیه ابوالظهور واقع شده‌است. تلجینه ۴۳۶ نفر جمعیت دارد.